# Pseudoyoungia
Pseudoyoungia là một chi thực vật có hoa trong họ Cúc (Asteraceae).

## Loài
Chi Pseudoyoungia gồm các loài: